# Oliver Smithies
Oliver Smithies (Halifax, Anglaterra, 1925 - 10 de gener de 2017) fou un genetista estatunidenc d'origen anglès guardonat amb el Premi Nobel de Medicina o Fisiologia l'any 2007.

## Biografia
Va néixer el 23 de juliol de 1925 a la ciutat de Halifax, població situada al comtat de West Yorkshire. Va estudiar medicina a la Universitat de Toronto, en la qual es llicencià el 1946 i posteriorment realitzà el seu doctorat en bioquímica a la Universitat d'Oxford.
Interessat en la docència l'any 1960 inicià la seva tasca docent com a professor de genètica a la Universitat de Wisconsin-Madison i des del 1988 fou professor de la Universitat de Dakota del Nord. L'any 1998 fou nomenat membre estranger de la Royal Society de Londres.

## Recerca científica
L'any 1950 inicià la seva recerca a la Universitat de Toronto, en la qual descobrí el gel d'electroforesi. Posteriorment va descobrir, simultàniament amb Mario Capecchi, la tècnica de recombinació homòloga d'ADN transgènic en l'ADN genòmic, un mètode molt més fiable per alterar genomes animals que els anteriorment utilitzats.
L'any 2007 fou guardonat amb el Premi Nobel de Medicina o Fisiologia, juntament amb Mario Capecchi i Martin Evans, «pels seus treballs sobre cèl·lules mare i manipulació genètica en models animals».